# La Giustizia e la Vendetta divina che perseguitano il Crimine
La Giustizia e la Vendetta divina che perseguitano il Crimine, o La Giustizia e la Vendetta di Dio perseguitano il Delitto (La Justice et la Vengeance divine poursuivant le Crime), è un quadro a olio su tela di Pierre-Paul Prud'hon realizzato tra il 1806 e il 1808.
Questo quadro venne creato su commissione di Nicolas Frochot, prefetto della Senna sotto il primo Impero, che lo destinò a ornare la sala del tribunale penale del palazzo di Giustizia di Parigi. Attualmente il quadro si trova al museo del Louvre a Parigi.

## Storia
Nel 1804, il prefetto della Senna Nicolas Frochot, nominato da Napoleone Bonaparte, commissionò al pittore Prud'hon una tela destinata a decorare la sala del tribunale penale (l'equivalente dell'odierna corte d'assise) al palazzo di Giustizia di Parigi.
L'artista ideò poi due progetti che mettevano in scena le quattro medesime figure: Temi, la dea della giustizia, Nemesi, la Vendetta divina, il Crimine e una vittima. Fu la seconda proposta, considerata di una rara eloquenza drammatica, ad essere mantenuta.
Il bozzetto del quadro venne realizzato nel 1806 e l'opera completata venne esposta al Salone del 1808. In questa occasione, Napoleone I decorò Pierre-Paul Prud'hon con la Legione d'onore.

## Descrizione
Tre dei quattro personaggi del quadro sono in movimento, e il quarto giace inanime per terra. Essi sono illuminati dalla luce della Luna, dando un aspetto abbastanza scuro alla composizione. La Giustizia e la Vendetta divina sono personificate da grandi figure alate che inseguono il Crimine, rappresentato da un uomo a piedi che fugge davanti a loro.
La Giustizia, dall'aspetto sereno, tiene una bilancia, a simboleggiare che il caso è stato giudicato, e brandisce la spada per colpire l'appiedato. Al contrario, i capelli al vento e la bocca della Vendetta divina che si appresta ad afferrare il colpevole (e che impugna una torcia) trasmettono una collera forte. Il Crimine è rappresentato da un uomo maturo che impugna un pugnale e una borsa e che si volta mentre fugge. La vittima è rappresentata da un giovane nudo sdraiato per terra, con le braccia distese che danno un'impressione di fragilità e di innocenza.
Una replica di questo quadro, commissionata al pittore dal ricchissimo ammiratore italiano Gian Battista Sommariva, un grande collezionista della pittura francese, è più leggera al tatto e molto più chiara della versione conservata al museo del Louvre.

## Nella cultura di massa

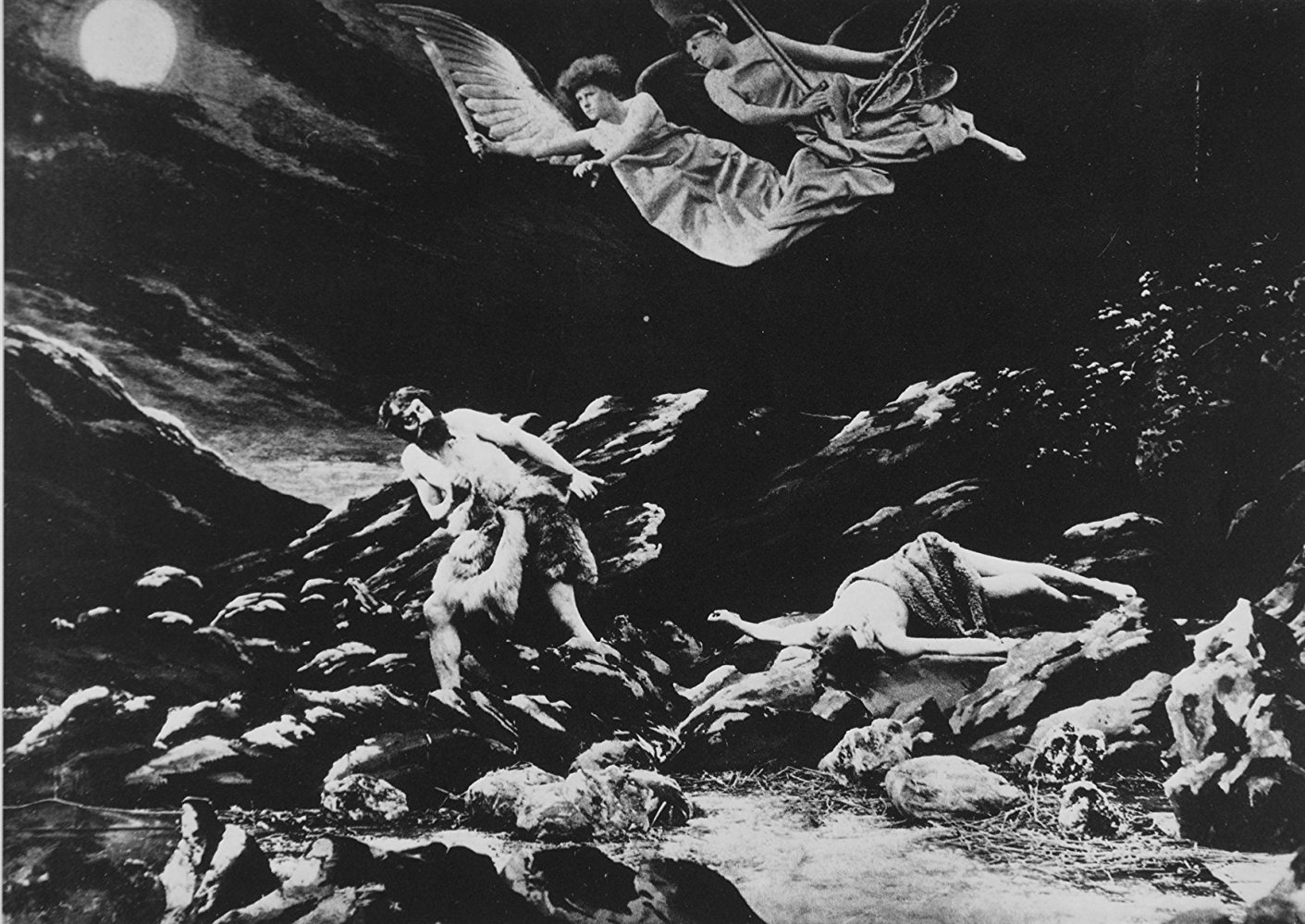
La scena del film perduto di Méliès che riprendeva l'opera.

La composizione venne ripresa nella scena iniziale del film perduto La Civilisation à travers les âges di Georges Méliès, uscito nel 1908, un secolo dopo la creazione del quadro. In questa scena, attualmente nota soltanto attraverso un'immagine promozionale, la personificazione del crimine è sostituita da Caino, mentre la sua vittima diventa Abele.